# Manuel Garcia II
Manuel Garcia II – jednostka osadnicza w Stanach Zjednoczonych, w stanie Teksas, w hrabstwie Starr.